# Robert Bourne
Robert Croft Bourne (ur. 15 lipca 1888 w Bodington, zm. 7 sierpnia 1938 w Strontian) – brytyjski wioślarz, oficer i polityk, srebrny medalista olimpijski. 
Kształcił się w Eton College i New College Uniwersytetu Oksfordzkiego. Czterokrotnie brał udział w The Boat Race, w latach 1909, 1910, 1911 i 1912 odniósł cztery zwycięstwa z rzędu.
Wystąpił na igrzyskach olimpijskich w Sztokholmie w 1912, gdzie brytyjska osada New College w składzie: William Fison, William Parker, Thomas Gillespie, Beaufort Burdekin, Frederick Pitman, Arthur Wiggins, Charles Littlejohn, Robert Bourne i John Walker zdobyła srebrny medal w ósemkach. W finale przegrali z rodakami z osady Leander Club o 3,5 sekundy. Został również zgłoszony do startu w tej samej konkurencji na igrzyskach olimpijskich w Londynie w 1908 roku, jednak ostatecznie nie wystąpił.
Po wybuchu I wojny światowej wstąpił do British Army, otrzymując przydział w Hertfordshire Regiment w stopniu podporucznika. W sierpniu 1915 został ranny w rękę i płuco podczas lądowania w zatoce Suvla, w trackie bitwa o Gallipoli. Zdemobilizowany w stopniu kapitana. 
Z wykształcenia był prawnikiem, po wojnie zasiadał w radzie hrabstwa Herefordshire. W latach 1924–1938 zasiadał Izbie Gmin z ramienia Partii Konserwatywnej (okręg wyborczy Oksford).
W 1917 ożenił się z Lady Hester Margaret Cairns, córką Wilfreda Cairnsa, 4. Earla Cairns. 